# Hörgársveit
Hörgársveit (anciennement: Hörgárbyggð) est une municipalité du nord de l'Islande.

## Histoire
Cette municipalité résulte d'une fusion des municipalités de Skriðuhreppur, Öxnadalshreppur et Glæsibæjarhreppur en janvier 2001. Lors de l'intégration de la municipalité d'Arnarneshreppur en 2010 le nom de la municipalité est devenu Hörgársveit.